# Gedeón Guardiola

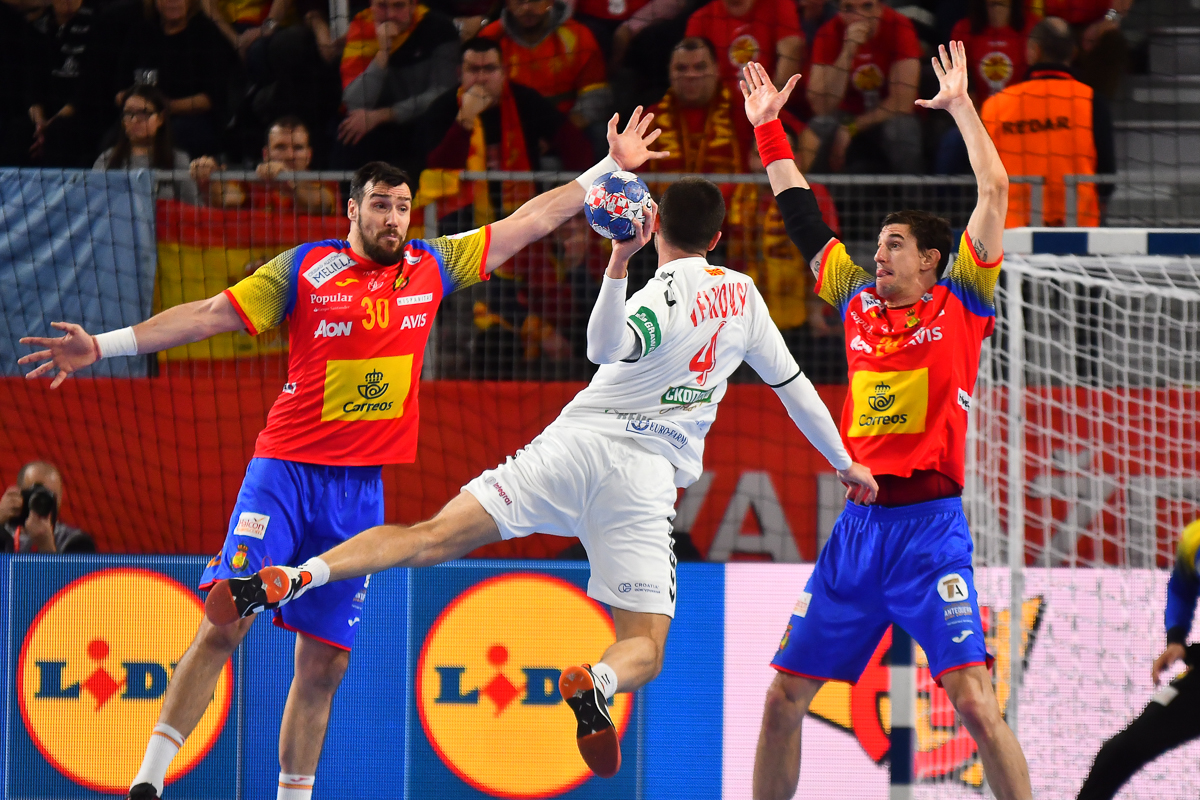
Gedeón Guardiola (till vänster), 2018.

Gedeón Guardiola Villaplana, född  1 oktober 1984 i Petrer, Valencia, är en spansk handbollsspelare (mittsexa/försvarare). Han har spelat 203 landskamper och gjort 238 mål för Spaniens landslag. Hans tvillingbror Isaías Guardiola är också professionell handbollsspelare.

## Klubbar
- BM Petrer (1996–2001)
- BM Valencia (2001–2005)
- SD Teucro (2005–2008)
- Naturhouse La Rioja (2008–2009)
- SDC San Antonio (2009–2014)
- Rhein-Neckar Löwen (2014–2020)
- TBV Lemgo (2020–2023)
- HC Erlangen (2023–2024)
- CB Nava (2024–)